# Мелита Шмидеберг
Мелита Шмидеберг-Клайн (на немски: Melitta Schmideberg-Klein) е англо-австрийски лекар, психиатър и психоаналитик.

## Биография
Родена е на 17 януари 1904 година в Розенберг, Словакия, в семейството на Артур и Мелани Клайн. Израства в Унгария, а след Първата световна война се завръща в родния си град. Шмидеберг получава медицинската си степен през 1927 г. от Университета Вилхелм в Берлин. Омъжва се за Валтер Шмидеберг, австрийски психоаналитик и приятел на Фройд. През 1929 г. провежда обучителна анализа с Карен Хорни, ставайки две години по-късно асоцииран член на Берлинското психоаналитично общество.
Умира на 10 февруари 1983 година в Лондон на 79-годишна възраст.